# Drunk on Love
Drunk on Love – singel Basi z 1994 roku, pochodzący z jej albumu The Sweetest Illusion.

## Ogólne informacje
Piosenkę napisali Basia Trzetrzelewska, Danny White oraz Peter Ross, a została ona wyprodukowana przez Danny’ego i Basię. Singel promował trzecią płytę Basi, The Sweetest Illusion, i okazał się jednym z jej największych sukcesów na listach przebojów. Dzięki remiksom Rogera Sancheza piosenka spotkała się z dużą popularnością w klubach i dotarła do 1. miejsca amerykańskiej listy klubowej Hot Dance Club Songs, spędzając na niej łącznie 12 tygodni. Ponadto, utwór uplasował się na 10. miejscu Listy przebojów Programu Trzeciego w Polsce oraz miejscu 1. na liście japońskiej rozgłośni J-Wave.

## Teledysk
Teledysk do utworu został wyreżyserowany przez Nicka Morrisa wiosną 1994 i składa się głównie z ujęć nakręconych w Soho w londyńskim West Endzie. Klip przedstawia Basię wykonującą tytułową piosenkę otoczoną muzykami i ludźmi tańczącymi na ulicach, a także śpiewającą na dachu budynku w towarzystwie swojego partnera, Kevina Robinsona. W teledysku przewija się materiał nakręcony nocą na Cambridge Circus i Soho Square, oraz na ulicy Frith Street w centrum Soho, gdzie widać m.in. Ronnie Scott’s Jazz Club.
Wideoklip ukazał się na bonusowym krążku DVD dołączonym do edycji specjalnej albumu It’s That Girl Again w 2009 roku.

## Lista ścieżek
| - Singel 7-calowy A. „Drunk on Love” – 4:44 B. „An Olive Tree” – 4:59 - Singel 12-calowy A1. „Drunk on Love” (Roger’s Ultimate Anthem Mix) – 11:40 A2. „Drunk on Love” (Downtown Club Mix) – 5:57 B1. „Drunk on Love” (40 Oz. of Love Dub) – 9:00 B2. „Drunk on Love” (Hands in the Air Dub) – 5:56 | - Singel CD 1. „Drunk on Love” (Edit) – 4:10 2. „Drunk on Love” (Instrumental) – 4:47 3. „An Olive Tree” – 4:59 - CD maxi singel 1. „Drunk on Love” (Single Edit) – 4:06 2. „Drunk on Love” (Downtown Radio Edit) – 3:30 3. „Drunk on Love” (Extended Mix) – 7:50 4. „Drunk on Love” (Downtown Club Mix) – 5:57 5. „Drunk on Love” (Roger’s Ultimate Anthem Mix) – 11:40 |

## Pozycje na listach
| Kraj              | Lista                   | Najwyższa pozycja |
| ----------------- | ----------------------- | ----------------- |
| Stany Zjednoczone | Hot Dance Club Songs    | 1                 |
| Stany Zjednoczone | Hot Dance Singles Sales | 13                |
| Wielka Brytania   | UK Singles Chart        | 41                |
| Wielka Brytania   | UK Dance Singles Chart  | 12                |